# Curvalle
Curvalle är en kommun i departementet Tarn i regionen Occitanien i södra Frankrike. Kommunen ligger i kantonen Alban som tillhör arrondissementet Albi. År 2022 hade Curvalle 393 invånare.

## Befolkningsutveckling
Antalet invånare i kommunen Curvalle
| Referens: INSEE |